# Ron Langenus
Ron Langenus (Mechelen, 20 december 1956) is een Belgische schrijver. 
Hij studeerde wiskunde aan de Rijksuniversiteit Gent (1975-1979) en werkte tot 2015 als leerkracht wiskunde in Brussel.
Langenus is vooral bekend om zijn kinder- en jeugdboeken. Daarnaast maakte hij verschillende reportages voor de (Ierse) televisie en scenario's, onder andere voor Chris Van den Durpel. Hij is ook werkzaam als gids (Ierland, Texel en Mallorca)
Langenus' grootvader Oscar nam deel aan de Olympische Spelen van 1928 in Amsterdam. Zijn vader, Alfred Langenus, maakte deel uit van het viertal Belgische atleten dat in 1956 (Langenus' geboortejaar) in Watermaal-Bosvoorde een wereldrecord liep op de 4x800m. Alfred Langenus was dat jaar ook geselecteerd voor de Olympische Spelen in Melbourne, maar verkoos in België te blijven voor de geboorte van zijn tweede zoon.
In 2015 liep Langenus de Zestig van Texel als eerbetoon aan zijn vader, grootvader en Jan Knippenberg. Hij schreef hierover in "De Zestig van Texel met Knip". 

### Prentenboeken
- Zo groot is de zee (1994, Davidsfonds/Infodok), vertaald als Weit ist das Meer (1995 Dachs Verlag) met illustraties van Gerda Dendooven
- Tobi en de sterren (1999, Davidsfonds/Infodok) met illustraties van Marijke Meersman
- Benno en Hommel (2002, Davidsfonds/Infodok) met illustraties van Anne Westerduin
- Meneer Teddy en zijn beren (2004, Davidsfonds/Infodok) met illustraties van Tim Polfliet
- Obi vindt een vriend (2006, Clavis) met illustraties van Marijke Meersman
- Stin is anders (2007, Clavis) met illustraties van Marijke Meersman

### Kinder/jeugdboeken
- De Paasopstand (1985, Historische Verhalen De Sikkel)
- Waar de zon ondergaat (1987, Facet), Vertaald als Mission West bij uitgeverij Wolfhound (Ierland) bekroond met de Boekenleeuw 1989 (Geschreven op aanvraag van de uitgever)
- Weg van weggeweest (1989, Facet)
- De schimmen van Pluckley (1991, Facet), bekroond met een Boekenwelp 1992
- Merlin's return (Wolfhound, 1993)
- De verdwenen tijger (Facet, 1993)
- Yngwor en het beest (1995, Davidsfonds/Infodok)
- Het geheim van de zwarte dame (1996, Davidsfonds/Infodok)
- De verdwenen tijger (1997, Davidsfonds/Infodok)
- Onder de zwarte heuvel (1997, Davidsfonds/Infodok)
- Het verborgen dorp (1997, Davidsfonds/Infodok), bekroond met de Cervantes-prijs van de stad Gent
- De verliefde prins (1999, Davidsfonds/Infodok), illustraties door Gerda Dendooven, bekroond met een Boekenpluim en Zilveren Penseel
- Elly en de superlijm (1999, Averbode) - Vlaams Filmpje
- Heb je al eens ijsberen gezien? (1999, Averbode)
- De geheimen (2001, Davidsfonds/Infodok), Vertaald als Secret Echoes, bekroond met een Boekenwelp 2002
- Paul in de piano (2001, Davidsfonds/Infodok)
- De kooi (2002, Averbode)
- Yannis' geheim (2003, Averbode)
- Traak, te freselijke Traak (2003, Davidsfonds/Infodok)
- De Geestenkring (2004, Afijn/Clavis)
- De witte heks (2004, Davidsfonds/Infodok)
- De grote brave wolf (2016, Die Keure)
- Een Ierse sage (2016, Die Keure)
- Wij kunnen dat zelf (2015, Die Keure)
- De Zestig van Texel met Knip (2015, Die Keure)
- De Ierse Heks (2021, Storyland)

### Boeken voor volwassenen
- Ierland Ingebeeld (1994, Davidsfonds/Infodok)
- Een ander Ierland (2004, Davidsfonds/Infodok)
- De Ierse Heks (2021, Storyland)

- Bibsys: 90905402
- Digitale Bibliotheek voor de Nederlandse Letteren: lang179
- Gemeinsame Normdatei: 1025310527
- International Standard Name Identifier: 0000 0003 7711 3516
- Library of Congress Control Number: no96064202
- Nederlandse Thesaurus van Auteursnamen: 070681805
- Virtual International Authority File: 254317724
- WorldCat: E39PBJdGGTqRkqJWDFJTxdFkDq